# Hellmann-Medaille
Die Hellmann-Medaille war zunächst eine staatliche Auszeichnung der Weimarer Republik, die anlässlich des 75. Geburtstages von Gustav Hellmann am 3. Juli 1929 vom Preußischen Kultusministeriums in Berlin für langjährige Verdiente Beobachter des preußisch-meteorologischen Stationsnetzes gestiftet wurde. Von 1936 bis 1945 fungierte sie als eine staatliche Auszeichnung des Deutschen Reiches als nichttragbare Auszeichnungen der Luftwaffe.

## Übertritt zum Reichsluftfahrtministerium
Nach der „Machtergreifung“ der Nationalsozialisten 1933 unter Adolf Hitler ging die Verleihungsbefugnis der Hellmann-Medaille im Mai 1934 auf das Reichsministerium für Wissenschaft, Erziehung und Volksbildung über. Zuvor war am 6. April 1934 der Reichswetterdienst gegründet worden. Schon am 18. April 1934 wurde der Reichswetterdienst dem Reichsluftfahrtministerium und somit der Zuständigkeit der deutschen Luftwaffe übergeholfen. Mit Enttarnung der Luftwaffe im März 1935 übernahm der Reichswetterdienst auch die Dienststellen des Meteorologischen Instituts.

## Aussehen (1929–1935)
Die in Bronze gehaltene Medaille hat einen Durchmesser von 95 mm und zeigt auf ihrem Avers mittig das links blickende Bildnis Hellmanns umschlossen von seiner Namensumschrift: GUSTAV HELLMANN. Das Revers der Medaille zeigt hingen den preußischen Adler sowie die darunter liegende fünfzeilige Inschrift: FUER / VERDIENSTE / ALS BEOBACHTER DES / PREUSSISCHEN / METEOROLOGISCHEN / INSTITUTS. Den Abschluss bildet ein kleiner Lorbeerzweig, der unter der letzten Zeile der Aufschrift zu sehen ist. Überreicht wurde die Medaille nebst Verleihungsurkunde in einem roten Etui mit weißem Futteral.

## Aussehen (1936–1945)
Nach der Umgestaltung der Medaille 1936 an die neuen politischen Verhältnisse im Deutschen Reich zeigt sie nunmehr, auf einen Durchmesser von 92 mm verringert und weiter in Bronze gehalten, auf ihrem Avers das links blickende Bildnis Hellmanns. Allerdings ist in seiner Augenhöhe das neue Stiftungsjahr der Medaille 19 links und 36 rechts zu lesen. Sein Namenszug GUSTAV HELLMANN wurde halbkreisförmig unter seinem Porträt verlegt. Das Revers zeigt nun das Hoheitsabzeichen der Luftwaffe vor Wolken und eine am oberen Rand dargestellte Sonne, deren Strahlen u. a. den Luftwaffenadler erhellen sowie die darunter angrenzenden zwei halbkreisförmigen angelegte Fraktualen Inschriften: Für Verdienste um den / Deutschen Reichswetterdienst. Überreicht wurde die Medaille nebst Verleihungsurkunde in einem schwarzen Etui, auf dessen Deckel ein goldener Luftwaffenadler zu sehen ist.